# Julio Constancio
Flavio Julio Constancio (en latín: Flavius Iulius Constantius; ¿c. 295?–337) fue un noble romano, hijo del emperador Constancio Cloro y de su segunda esposa, Flavia Maximiana Teodora. Hermano de Flavio Dalmacio y de Anibaliano, y medio hermano del emperador Constantino I el Grande, formó parte de la influyente dinastía constantiniana durante la Tetrarquía y el inicio del Dominado.

## Familia
Flavio Julio Constancio tuvo tres hermanas: Flavia Julia Constancia, Anastasia y Eutropia. Fue padre de Juliano el Apóstata, quien llegaría al trono imperial décadas más tarde, así como suegro de Basilina, madre de Juliano.

## Vida
Tras la muerte de su padre, el 25 de julio de 306, Constancio era aún un niño o adolescente. A diferencia de su medio hermano Constantino, no fue favorecido con cargos o títulos relevantes. De acuerdo con algunas fuentes, permaneció bajo vigilancia en Tolosa (actual Toulouse, en la provincia de la Galia Narbonense) durante buena parte del período 300–320, posiblemente por razones políticas o preventivas.
A la muerte de Constantino el Grande en mayo de 337, se desató una purga en el seno de la familia imperial. En un contexto de lucha por la sucesión, Julio Constancio fue asesinado por soldados leales a los hijos de Constantino, probablemente en los meses de agosto o septiembre de ese mismo año.

## Vida personal
Se casó dos veces, la primera con Gala, hermana de los cónsules Vulcacius Rufinus y Neratius Cerealis, con la que tuvo dos hijos y una hija. El primero, de nombre desconocido, murió junto con su padre en 337, asesinado. El segundo, Constancio Galo, fue nombrado César por su primo, Constancio II. 
Tras la muerte de Gala, se casó con una mujer griega, Basilina, hija del gobernador de Egipto, Julio Juliano. Basilina le dio un hijo, el futuro emperador Juliano el Apóstata,
Constantino I le favoreció con los títulos de patricio (patricius) y de cónsul en el año 335.
Sin embargo, en 337, después de la muerte de Constantino, varios miembros varones de la dinastía Constantiniana fueron asesinados, entre ellos, Constancio y su hijo mayor; sus dos hijos menores sobrevivieron, porque en 337 todavía eran niños, y más tarde fueron elevados al rango de coemperadores.